# 運玉義留
運玉 義留（うんたま ぎるー）は、沖縄芝居に登場する架空の義賊。
石川五右衛門や鼠小僧とは異なり、モデルとなった実在の人物はいない。

## 概略
沖縄において、18世紀の初頭に活躍したと民話によって伝えられている。義留は農民の出身であり、初め按司の屋敷に奉公していた。しかし主人から「百姓のお前がいくらがんばっても、せいぜい地頭代（村長）がいいところだ」と言われたため、「大盗賊となって名を上げてやる」と一念発起し、油喰坊主（アンダクウェーボージャー）と一緒になって、西原町と与那原町の境にまたがる運玉森を拠点とする義賊となった。そのため「運玉義留」と呼ばれることになった。二人は王族や士族の家を狙って盗みに入り、奪った金品を貧民へ分け与えたとされている。また、盗みに入る際には日時を相手にあらかじめ告げるという特徴があり、義賊と同時に怪盗としての性質も備えている。追手から逃れるために水の中に潜って木で作った管で呼吸するなど、忍術のような技を駆使して大活躍した。

### 最期
眼をつけたのは首里城の大奥でも一際豪奢な「金の枕」だった。運玉義留はいつものように予告を行い、王の寝所に忍び込んで金の枕を奪うことに成功する。しかし、床下の物音に気がついた王は槍を一突きし、穂先は運玉義留の足を深く貫いていた。その手ごたえに、王と警備の兵は急ぎ床下に向かうが、運玉義留は逃走に成功したあとだった。深手を負ったまま、かろうじて本拠地の運玉森に逃げ込む運玉義留。王は盗賊を捕えるべく追っ手を運玉森に放つが、運玉義留を慕う農民が多く、誰も運玉義留の居場所を口にしなかった。また、農民たちは食料を運玉義留に運び、誰しもが匿おうとする。だが、その動きは王の放った追っ手の知るところとなり、運玉義留は完全に包囲されてしまう。濁った沼に身を潜めるが探索の手はゆるまず、死を免れない程の怪我を負っても、運玉義留は追っ手が去るまで水中に隠れきった。そのまま見つかることなく息を引き取った運玉義留は、とうとう最期にいたるまで官憲に捕まらなかった。遺体は農民らにより発見されるが、役人に引き渡したりはせず手厚く葬った。

## 背景
運玉義留が活躍したとされる18世紀初頭の1709年は、記録的な大飢饉の発生した年だった。飢餓はその後も度々発生し、琉球の封建制度は激しく動揺した時期だった。揺らいだ支配体制の只中で、民衆を救う反権力的な存在として作り出されたのが運玉義留だった。運玉義留の伝説は経済的収奪を受ける沖縄の歴史の中で語り継がれていく。
18世紀中盤には唄や語りとして民衆に定着し、明治20年には沖縄演劇の演題になり、現在でも小説や映画の題材として人々の間に浸透している存在である。